# Ray Vanegas
Ray Vanegas (Sincelejo, Colombia; 12 de marzo de 1993) es un futbolista colombiano. Juega como delantero y su equipo actual es el Deportivo Pasto de la Primera división de Colombia. Su hermano es el también futbolista Óscar Vanegas.

## Trayectoria

### Independiente Medellín
Debutó con el Independiente Medellín en un partido de la Copa Postobón 2012; supliendo a John Hernández, autor del único gol del encuentro. Su debut en la Categoría Primera A fue el 9 de diciembre del mismo año, en la fecha 6 de los Cuadrangulares Semifinales.  Ray Vanegas fue convocado por Hernán Darío Gómez por la lesión del goleador del equipo, Germán Cano fue suplente hasta el minuto 22' del segundo tiempo. En la última jugada del partido Ray Vanegas cabeceó con portería a disposición y clasificó a Independiente Medellín en el minuto 47' del segundo tiempo, dándole así la clasificación a la final frente a Millonarios, en el cual cayeron por serie de penales (5-4).
Tras sus buenas presentaciones en el 2012, se consolida como titular en el DIM jugando como extremo. A pesar de que durante el 2013 empezó a afianzarse en la nómina titular, la llegada de Juan Pablo Pino lo relegó al banco de suplentes. Luego de la renuncia de Pino al Medellín, Ray se gana nuevamente la titular en las fechas finales del torneo finalización 2013, a pesar de sus buenas actuaciones, el Medellín no se clasifica a las semifinales.

## Clubes
Actualizado al último partido disputado el 26 de agosto de 2023.
| Club                      | País                | Año                 | Partidos | Goles | Asist. |
| ------------------------- | ------------------- | ------------------- | -------- | ----- | ------ |
| Independiente Medellín    | Colombia            | 2012 - 2014         | 33       | 6     | 1      |
| Patriotas Boyacá          | Colombia            | 2015                | 12       | 0     | 0      |
| Uniautónoma               | Colombia            | 2015                | 11       | 4     | 0      |
| Envigado F. C.            | Colombia            | 2016                | 27       | 4     | 1      |
| Jaguares de Córdoba       | Colombia            | 2017                | 34       | 6     | 1      |
| Once Caldas               | Colombia            | 2018                | 27       | 5     | 2      |
| Deportivo Pasto           | Colombia            | 2019 - 2021         | 98       | 19    | 8      |
| Sport Recife              | Brasil              | 2022                | 35       | 4     | 1      |
| Universidad César Vallejo | Perú                | 2023                | 19       | 2     | 0      |
| C. S. A.                  | Brasil              | 2023                | 6        | 0     | 1      |
| Náutico                   | Brasil              | 2024 - Act.         | 0        | 0     | 0      |
| Total en su carrera       | Total en su carrera | Total en su carrera | 302      | 50    | 15     |